# Aida Šehić
Aida Šehić (Pula, 30. kolovoza 1987.) je hrvatska vaterpolistica i hrvatska reprezentativka. Igra u obrani. Po struci je profesorica tjelesnog odgoja. Visine je 170 cm. Igra desnom rukom.
Vaterpolo igra od 2002. godine.
Sudjelovala je na EP 2010. kad su hrvatske vaterpolistice nastupile prvi put u povijesti. Bila je kapetanica hrvatske djevojčadi. Te je sezone igrala za Mladost.